# Ulrich Habsburgo-Lorena
Ulrich (de) Habsburgo-Lorena (en alemán: Ulrich Habsburg-Lothringen; Wolfsberg, 3 de octubre de 1941) es un aristócrata, terrateniente y político austríaco, con amplia trayectoria en el ámbito de la silvicultura. Hasta las elecciones presidenciales de Austria de 2010 fue diputado regional del Los Verdes en el estado federado de Carintia, al sur de Austria. Es nieto de Enrique Fernando de Austria-Toscana y tío-abuelo del actual jefe de la dinastía Habsburgo, Carlos Habsburgo-Lorena.
En las elecciones de 2010 intentó presentarse como candidato a la presidencia austríaca, siendo el primer Habsburgo en aspirar a este cargo. Si bien, aquello se consideraba más bien un acto de crítica política, ya que una ley constitucional republicana —la llamada Ley Habsburgo—, existente desde la disolución del Imperio austrohúngaro a finales de la Primera Guerra Mundial, aún prohibía la postulación de miembros de la dinastía para la jefatura de Gobierno (canciller federal) y la jefatura de Estado (presidente federal). En los últimos años, ha expresado algunas ideas polémicas y desafiantes hacia el modelo republicano austríaco.

## Biografía
Ulrich Ferdinand Gudmund Habsburg-Lothringen nació en 1941 en el municipio corintio de Wolfsberg, en el valle del Lavant, en plenos Alpes orientales. Su madre, Helvig Schütte, era una noble danesa de una familia acaudalada y bien posicionada en la corte del país nórdico. Su padre, Enrique de Habsburgo-Toscana (1908-1968), fue primogénito del archiduque Enrique Fernando, y por tanto heredero de esta subrama de la familia; si bien debido a que su abuela paterna no era de sangre real, su padre ni heredó ni pudo pasar en herencia el título de archiduque (en todo caso, actualmente sin valor oficial).
Estudió silvicultura en la Universidad de Ciencias Aplicadas y Recursos Naturales de Viena, de la que se doctoró en 1970 tras presentar una tesis de investigación sobre el tratamiento de los bosques carintios. Está inscrito en el colegio de ingenieros de Klagenfurt como ingeniero de montes, y ejerce como perito jurado en los ámbitos de la pesca, la silvicultura y la extracción de madera, certificado para comparecer ante los tribunales para testificar y asesorar en estas materias. Como experto en conservación forestal, ha asesorado a la Autoridad Austríaca de Ríos y Bosques en temas ecológicos y ha defendido posturas ecologistas desde sus cargos públicos como miembro de Los Verdes. También ostenta un título en Administración de Fincas y un permiso de instructor de esquí, un trabajo que antes ejercía a menudo en las altas temporadas de este deporte. Sus otros fuentes de ingresos son la inmobiliaria y el turismo histórico (concretamente, el turismo atraído por la llamada «marca Habsburgo»).
Ulrich está casado desde 1964 con Friederike (nacida Friederike von Klinckowström), descendiente de una familia noble de la Pomerania Sueca. La pareja tiene tres hijos: Eugen, Clemens y Philipp.

### Genealogía y posesiones
La rama de Austria-Toscana es la que actualmente más propiedades posee en Austria, más que la rama de Austria-Hungría, a la que pertenece Carlos de Habsburgo, supuesto pretendiente al título dinástico. Si bien, entre los Austria-Toscana también se incluyen muchas ramificaciones con distintos niveles de parentesco (algunos ya relativamente lejanos). Los que más propiedades inmuebles poseen son los descendientes de Francisco Salvador de Austria-Toscana (1866-1939), quien, junto a su mujer, María Inmaculada de Borbón-Dos Sicilias, fueron los primeros en aceptar renunciar a sus títulos de acuerdo con la Ley de Abolición de la Nobleza, salvando así gran parte de sus posesiones. Por su parte, Ulrich de Habsburgo, descendiente del último gran duque de Toscana, Fernando IV (1835-1908) —y por tanto sobrino tercero de Otón de Habsburgo—, posee la mayor extensión de zonas verdes y de cultivo.
Es propietario de una sucesión de fincas con extensas zonas forestales y cotos de caza en la cadena alpina de Koralpe —en St. Georgen im Lavanttal— así como zonas agrícolas cerca de St. Andrä, algo más al norte (siguiendo el curso del río Lavant). Esta considerable propiedad, que además incluye un par de bienes inmuebles de patrimonio histórico, se consolidó a principios del siglo XIX a partir de dos grandes dominios, que inicialmente formaban parte de las posesiones de los príncipes-obispos de Bamberg. Fueron adquiridos para Austria por la emperatriz María Teresa en 1759, y tras la muerte de esta cedidos en concesión a unos nobles locales; si bien, poco después pasaron a propiedad del monasterio de canónigos agustinos de St. Andrä. Tras la clausura del monasterio en 1808, la finca pasó a formar parte del dominio cameralista imperial y real de St. Andrä. Medio siglo después, en 1859, August Theodor Schütte, maestro de caza de la corte danesa y bisabuelo materno de Ulrich, se hizo con la totalidad de los terrenos, con que la finca pasó a titularidad de la familia y, en última instancia, de su nieto y actual titular (es decir, que su fortuna catastral proviene en gran parte de su ascendencia danesa, aun tratándose de tierras austríacas).
En 2000, Ulrich adquirió las zonas de pesca del Lavant y sus afluentes, que habían formado parte de Industrias de Madera Tilly (Tilly Holzindustrie), una importante empresa de explotaciones forestales con propiedades propias en la región, fundada por herederos de los dominios de los Bamberg. Con ello, se materializó la integración completa de la región del Lavant bajo titularidad de Habsburgo-Lorena.

#### Derecho nobiliario
Desde la perspectiva del derecho nobiliario (actualmente más teórico que práctico), en cuanto a su estatus en la dinastía austríaca, debido al matrimonio morganático de su abuelo en tiempos en que tal práctica suponía un agravio, Ulrich no se considera miembro de la «casa imperial» per se. Teóricamente, siendo descendiente del gran duque de Toscana, hermano de Francisco I de Austria (primer emperador austríaco tras la disolución del Sacro Imperio, del que él mismo fue último emperador), y más aún siendo el mayor de los descendientes de la extensa rama de Austria-Toscana, le hubiera correspondido el título de archiduque de Austria. Si bien por motivo del matrimonio de su abuelo, siguiendo los principios del derecho sucesorio de los Habsburgo, de hecho solo le correspondería el título de conde de Habsburgo. En todo caso, estos títulos están abolidos de iure y su uso en primera persona y en el trato con las a autoridades queda prohibido; si bien su uso por terceros sigue siendo común.

## Carrera política y pugna constitucional
Ulrich Habsburgo-Lorena entró en la escena política austríaca en 2009 (a la edad de 68 años), siendo primer concejal por Los Verdes en Wolfsberg, su localidad natal, y diputado de este partido en Carintia. Si bien, un escaso año después, cara a las elecciones presidenciales, renunció a su mandato para postularse como candidato independiente (aunque apoyado por Los verdes) a la presidencia del país.
Aquella fue la culminación de años de pugna por el derecho de los Habsburgo a optar al cargo, con lo que se hizo internacionalmente conocido, tanto su persona como la existencia de una peculiar disposición legislativa aprobada un siglo atrás, a comienzos de la andadura de la república austríaca (y más concretamente de la Austria Alemana), que aún seguía en vigor. Ya en septiembre de 2009, Ulrich y su nuera, Gabriele Habsburgo-Lorena, presentaron ante el Tribunal Constitucional austríaco sendos recursos de revisión constitucional del llamado «artículo Habsburgo» o «artículo 60» (por su número). En este artículo —último remanente de la Ley Habsburgo, cuyas demás disposiciones ya no estaban vigentes (o no eran viables)— se prohibía a miembros de la casa de Habsburgo, de la rama que fuera, o cualquier dinastía reinante de la historia de Austria, presentarse a este cargo (pues al redactar la ley en abril de 1919 tras el exilio de la familia imperial, se temía el retorno de Carlos I y su reivindicación de la jefatura de Estado, y más todavía tras el intento de recuperación del trono húngaro).
Habsburgo-Lorena justificó sus demandas alegando que la inadmisión de su candidatura a las elecciones presidenciales vulneraba el derecho constitucionalmente garantizado a la igualdad ante la ley, el requisito de objetividad y el derecho a unas elecciones libres y democráticas. Políticamente, el terreno estaba preparado para una reforma constitucional en esta materia, pues más allá del manifiesto apoyo prestado del líder de su anterior formación (Los Verdes-La Alternativa Verde) Alexander Van der Bellen (actual presidente de Austria), quien presentó una moción parlamentaria para instar al Tribunal Constitucional a dar su consentimiento para «derogar las disposiciones discriminatorias de la Constitución», también el líder del Partido Liberal de Austria (FPÖ), Heinz-Christian Strache, anunció que apoyaría esta iniciativa. Cabe destacar que las disposiciones constitucionales en Austria no pueden modificarse legislativamente sin previa intervención del Tribunal Constitucional.
El 10 de diciembre de 2009, las dos demandas presentadas ante el Constitucional fueron desestimadas en una sentencia combinada. En señal de protesta, Habsburgo-Lorena anunció que impugnaría el resultado de las elecciones presidenciales y que recurriría ante el Tribunal Europeo de Derechos Humanos (TEDH). Si bien lo cierto es que aunque fueran admitidas sus demandas, Ulrich no hubiera podido seguir adelante con su candidatura, ya que la ley electoral austríaca establece que un candidato independiente a la presidencia del país (es decir, el que no se presenta por un partido político) debe recabar 6000 firmas de ciudadanos con derecho a voto antes de poder formalizar su candidatura; Habsburgo-Lorena no había logrado juntar la cantidad de firmas requerida.
A comienzos de febrero de 2010, Günther Kräuter, del Partido Socialdemócrata de Austria (SPÖ), y Wilhelm Molterer, portavoz del Partido Popular Austriaco (ÖVP), tras reunirse con Habsburgo-Lorena, se pronunciaron a favor de levantar la prohibición. Este frente común era cosa poco habitual, ya que la izquierda austríaca se había pronunciado tradicionalmente en contra de la eliminación de restricciones en temas relacionados, como el uso de tratamientos y predicados de nobleza. Sin bien, en este caso consideraban que la disposición «ya no se ajustaba a los tiempos». Aun así, el impulso que finalmente cambió la disposición judicial con respecto a una reforma constitucional vino de un organismo internacional —la OSCE—, que ese mismo año criticó firmemente la subsistencia de la disposición en pleno siglo XXI. El mismo Habsburgo-Lorena recordó al pleno que en el pasado, la derogación de otra disposición de la Ley Habsburgo había sido una condición para la admisión de Austria como Estado miembro de la UE. Finalmente, tras el visto bueno de las instancias judiciales, el 16 de junio de 2011, en el curso de una sesión parlamentaria sobre una reforma de la ley electoral, todos los partidos representados en el Consejo Nacional votaron a favor de levantar la prohibición, permitiendo la postulación de un Habsburgo a partir de las elecciones de 2016. En estas elecciones, sin embargo, Ulrich Habsburgo-Lorena no volvió a presentarse, alegando que «no se le había pedido»; en su lugar, apoyó al candidato de Los Verdes, Van der Bellen.

### Referéndum sobre el modelo de gobierno
Unos meses después de la modificación constitucional, Ulrich emitió un comunicado en el que reclamaba un referéndum para decidir la forma de gobierno del país, entre una república y una monarquía parlamentaria. A pesar de sus visiones republicanas, dijo defender el derecho del pueblo a decidir la forma de democracia que quiere tener. Dijo que él mismo no estaba seguro de lo que votaría si se diera el caso, pero que aceptaría como todo ciudadano la decisión de la mayoría. En cuanto a la ley Habsburgo, que sigue formando parte de las leyes constitucionales (una figura jurídica ajena a la carta magna pero con relevancia constitucional), a pesar de no tener valor práctico en la actualidad, ha abogado por su completa derogación.

### Opiniones en materia de legislación sobre la nobleza
Ulrich Habsburgo-Lorena ha sido uno de los críticos más vocales en el debate sobre la Ley de Abolición de la Nobleza, y más concretamente con respecto a los tratamientos y uso de los apellidos tradicionales. Los artículos de la ley que más están en debate en la actualidad son los referentes a la prohibición de usar los predicados von y zu y títulos como Freiherr como parte de los apellidos de los ciudadanos austríacos (que corresponderían en principio a familias procedentes de la antigua nobleza). Tras el juicio por infracción administrativa celebrado contra Carlos de Habsburgo por usar en su web oficial el título Karl von Habsburg y la URL karlvonhabsburg.at, Ulrich definió como «ridícula» la ley y su aplicación en la actualidad (el propio Carlos la definió como «disparate perteneciente al vertedero de la historia»).
También en este tema, Lorena-Habsburgo ha contado con el apoyo de su excompañero de partido y actual presidente federal, Alexander Van der Bellen, quien lleva en su apellido la preposición neerlandesa van (aun siendo austríaco, circunstancia no contemplada en la ley y por tanto permitida). Posteriormente, apoyó la resolución del TEDH en el caso Künsberg Sarre, que sentenció que la obligación impuesta por las autoridades vienesas de eliminar la partícula von del apellido de los demandantes (un apellido ya existente con esta preposición) era contraria a los derechos humanos. Actualmente encabeza la pugna por permitir la inclusión de estos predicados también en apellidos registrados que debido a esta misma ley no los tienen en la actualidad; si bien él mismo ha dicho no darle mucha importancia al asunto, ya que pensaba seguir usando únicamente su título de doctor-ingeniero (Dr. Ing.) en cualquier caso. Esta proposición se encuentra actualmente con gran oposición de parte de la izquierda política, que, a contrario sensu, ha solicitado regular y elevar las multas por este tipo de infracciones. A su vez, diputados del Partido Liberal han apoyado la eliminación de la prohibición siempre y cuando sea accesible para todos (al margen de su ascendencia), opción descartada por los defensores de la vieja nobleza (aunque en principio cumpliría con la faceta antidiscriminatoria de la ley actual).

## Propuestas polémicas
En los últimos años, Habsburgo-Lorena ha presentado una serie de ideas consideradas polémicas y algo insólitas para su persona. Ha afirmado que de las 50 000 hectáreas de bosque («con sus castillos y museos») administradas por el Estado que antaño pertenecían a la monarquía austríaca, parte de los beneficios deberían cederse a los herederos de la familia. Ha dicho que los alrededor de diez millones de euros recaudados anualmente por la Oficina Federal de Bosques (tanto en concepto de impuestos como por ingresos directos, sobre todo del turismo) deberían ingresarse en un fondo especial, del que los Habsburgo percibirían el 40 %, mientras que los restantes 60 % se destinarían al fomento de actividades culturales y científicas en el territorio.
Otra propuesta suya, con un claro matiz antirrepublicano, prevé celebrar un acto anual en el palacio de Schönbrunn, que tendría lugar cada 17 de agosto (día de cumpleaños del último emperador, Carlos I), en el que el actual jefe de la Casa de Habsburgo cediera simbólicamente el poder al presidente federal. A este respecto, propone que en el acto estén presentes las Fuerzas Armadas y asociaciones y gremios tradicionales, en una ceremonia similar a la Trooping the Colour británica. Como aliciente, ha defendido que una ceremonia de esta naturaleza sería «un imán para el turismo». Muchos diputados del parlamento austríaco se han referido a esta idea como «ridícula». Desde la izquierda se le ha recordado que «Austria es una república, y como tal, el poder de su presidente emana del poder popular y no de ninguna casa real». Algunos han afirmado que son ideas como estas el motivo por el que no debe de derogarse la Ley Habsburgo, ya que «entre ellos persiste la percepción de legitimidad de su poder por encima del ciudadano austríaco común»; recuerdan que «el republicanismo reivindica que ninguna persona tiene tal legitimación por derecho de cuna». Por su parte, en su última entrevista Habsburgo-Lorena ha acusado al Estado directamente de «prevaricar y mentir», si bien lo cierto es que esta vez se ha encontrado con oposición también entre antiguos compañeros. Después de escribir dos veces al presidente Van der Bellen, manifestando sus ideas, la respuesta recibida en ambas ocasiones fue que «el presidente se encuentra actualmente muy ocupado».
Por último, Ulrich reclama el derecho de residencia para el jefe de la Casa de Habsburgo en el palacio de Eckartsau, en Baja Austria, última residencia de Carlos I (de donde partió al exilio) y símbolo de la monarquía. Defiende su posición desde una perspectiva jurisprudencial, basándose en el hecho de que en 1935 la Ley Habsburgo fue parcialmente revertida por el Gobierno fascista de Kurt Schuschnigg (del Frente Patriótico), permitiendo a los miembros de la dinastía recuperar la mayor parte de sus posesiones. Después del Anschluss, los nazis la volverían a implementar en su propio beneficio, y después de la guerra la república volvería a restaurar el texto original de la ley. Según Ulrich, esta restauración no se hizo de manera lícita, por lo que la propiedad de los terrenos seguía siendo de la familia. Cabe destacar que la rama de Toscana no tiene reclamaciones en esta parte de Austria.

## Europeísmo
A pesar de las polémicas, Habsburgo-Lorena siempre se ha declarado europeísta y ha defendido la viabilidad de la Unión Europea. Con este fin ha participado en conferencias en las que ofrece discursos y lecturas a estudiantes (austríacos y de programas de intercambio) en esta materia.  Es activo en instituciones europeístas de Carintia, como la Casa Europa (EuropaHaus) en Klagenfurt, capital del estado, y sus filiales en Wolfsberg. En mayo de 2021 publicó su libro autobiográfico, Verortungen (‘Localizaciones’), del que en los últimos años suele leer partes en este tipo de eventos y firmar autógrafos y dedicatorias.